# Миоче (Бијело Поље)
Миоче је насеље у општини Бијело Поље у Црној Гори. Према попису из 2003. било је 274 становника (према попису из 1991. било је 433 становника).

## Демографија
У насељу Миоче живи 233 пунолетна становника, а просечна старост становништва износи 47,9 година (45,7 код мушкараца и 50,0 код жена). У насељу има 101 домаћинство, а просечан број чланова по домаћинству је 2,71.
Становништво у овом насељу веома је хетерогено, а у последња три пописа, примећен је пад у броју становника.
|  |

| Демографија | Демографија | Демографија |
| Година      | Становника  | Становника  |
| ----------- | ----------- | ----------- |
|             |             |             |
|             |             |             |
|             |             |             |
|             |             |             |
| 1948.       | 434         |             |
| 1953.       | 465         |             |
| 1961.       | 558         |             |
| 1971.       | 652         |             |
| 1981.       | 611         |             |
| 1991.       | 433         | 429         |
| 2003.       | 300         | 274         |
|             |             |             |

| Етнички састав према попису из 2003.‍ | Етнички састав према попису из 2003.‍ | Етнички састав према попису из 2003.‍ | Етнички састав према попису из 2003.‍ | Етнички састав према попису из 2003.‍ |
| ------------------------------------ | ------------------------------------ | ------------------------------------ | ------------------------------------ | ------------------------------------ |
|                                      |                                      |                                      |                                      |                                      |
| Црногорци                            | Црногорци                            |                                      | 137                                  | 50,0%                                |
| Срби                                 | Срби                                 |                                      | 124                                  | 45,25%                               |
| Муслимани                            | Муслимани                            |                                      | 5                                    | 1,82%                                |
| Руси                                 | Руси                                 |                                      | 1                                    | 0,36%                                |
| непознато                            | непознато                            |                                      | 4                                    | 1,45%                                |

| Година пописа     | 1948. | 1953. | 1961. | 1971. | 1981. | 1991. | 2003. |
| ----------------- | ----- | ----- | ----- | ----- | ----- | ----- | ----- |
| Број домаћинстава | 77    | 86    | 103   | 111   | 117   | 109   | 102   |

| Број чланова      | 1   | 2  | 3  | 4  | 5 | 6 | 7 | 8 | 9 | 10 и више | Просек |
| ----------------- | --- | -- | -- | -- | - | - | - | - | - | --------- | ------ |
| Број домаћинстава | 101 | 21 | 45 | 11 | 8 | 7 | 3 | 4 | 1 | 1         | 0      |

| Пол    | Укупно | Неожењен/Неудата | Ожењен/Удата | Удовац/Удовица | Разведен/Разведена | Непознато |
| ------ | ------ | ---------------- | ------------ | -------------- | ------------------ | --------- |
| Мушки  | 118    | 39               | 63           | 11             | 4                  | 1         |
| Женски | 126    | 32               | 61           | 28             | 2                  | 3         |
| УКУПНО | 244    | 71               | 124          | 39             | 6                  | 4         |

| Пол    | Укупно                    | Пољопривреда, лов и шумарство | Рибарство                            | Вађење руде и камена | Прерађивачка индустрија       |
| ------ | ------------------------- | ----------------------------- | ------------------------------------ | -------------------- | ----------------------------- |
| Мушки  | 43                        | 21                            | 0                                    | 0                    | 4                             |
| Женски | 12                        | 6                             | 0                                    | 0                    | 0                             |
| УКУПНО | 55                        | 27                            | 0                                    | 0                    | 4                             |
| Пол    | Производња и снабдевање   | Грађевинарство                | Трговина                             | Хотели и ресторани   | Саобраћај, складиштење и везе |
| Мушки  | 2                         | 6                             | 0                                    | 0                    | 3                             |
| Женски | 0                         | 0                             | 0                                    | 0                    | 0                             |
| УКУПНО | 2                         | 6                             | 0                                    | 0                    | 3                             |
| Пол    | Финансијско посредовање   | Некретнине                    | Државна управа и одбрана             | Образовање           | Здравствени и социјални рад   |
| Мушки  | 0                         | 0                             | 3                                    | 1                    | 0                             |
| Женски | 0                         | 0                             | 3                                    | 1                    | 2                             |
| УКУПНО | 0                         | 0                             | 6                                    | 2                    | 2                             |
| Пол    | Остале услужне активности | Приватна домаћинства          | Екстериторијалне организације и тела | Непознато            | Непознато                     |
| Мушки  | 0                         | 0                             | 0                                    | 3                    | 3                             |
| Женски | 0                         | 0                             | 0                                    | 0                    | 0                             |
| УКУПНО | 0                         | 0                             | 0                                    | 3                    | 3                             |